# مکس انگست
مکس انگست (انگلیسی: Max Angst; ۳ ژوئیهٔ ۱۹۲۱ – ۲۱ ژانویهٔ ۲۰۰۲) از برندگان مدال‌های بازی‌های المپیک اهل سوئیس بود.